# Nokasad
Nokasad hay Soi Sisamut (1693 tại Poosangor Horkam - 1738 tại Khorat) vương hiệu đầy đủ Somdetch Brhat Chao Jaya Sri Samudra Buddhangkura, là vị vua đầu tiên của Vương quốc Champasak, trị vì từ năm 1713 đến năm 1738.
Soi Sisamut là con của Công chúa Sumangala Kumari và người chồng thứ hai Phaya Senadivya. Soi Sisamut được sinh ra ở vùng đồi Poosangor Horkam sau khi cha ông bị sát hại năm 1690 (?).
Soi Sisamut kết hôn năm 1709 với con gái của vua của Campuchia Jaya Jatha (Chettha IV).
Ông qua đời năm 1738, con trai ông kế vị, là vua Sayakumane.